# 安南武吉

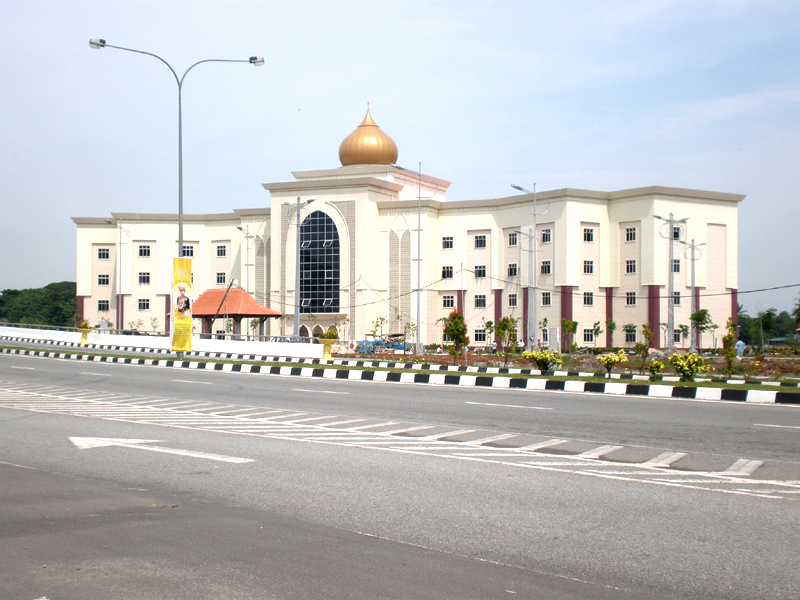
西侧的新伊斯兰法院大楼

哥打士打县里的安南武吉区

安南武吉 （爪夷语：انق بوكيت）是马来西亚吉打州的一个巫金和皇城，位于哥打士打县，在亚罗士打市政厅的管辖范围。